# Zoothera mollissima
El zorzal dorsiliso (Zoothera mollissima) es una especie de ave paseriforme de la familia Turdidae propia del Himalaya y sus estribaciones orientales.

## Taxonomía

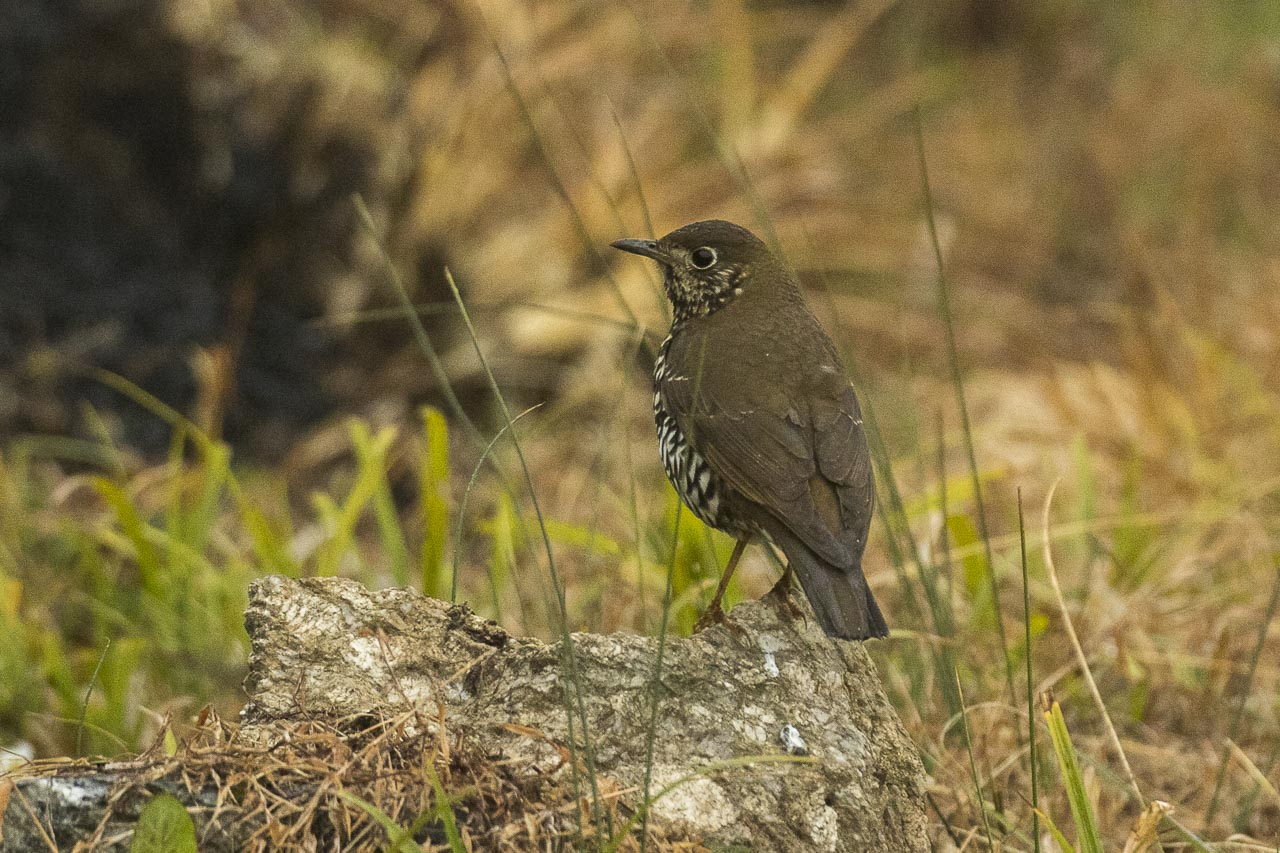
Ejemplar en la India.

Fue descrito científicamente en 1842 por el zoólogo inglés Edward Blyth. Anteriormente se consideraba conespecífico del zorzal dorsiliso de Sichuan y del recientemente descrito zorzal de Salim Ali, hasta que se escindieron en 2016.
En la actualidad no se reconocen subespecies diferenciadas, aunque en el pasado se consideraba como tal a Z. m. whiteheadi del oeste de su área de distribución.

## Distribución y hábitat
Cría en el Himalaya desde el norte de Pakistán hasta el sur de China. Su hábitat natural son las zonas de matorral de alta montaña, por encima del límite del bosque. Pasa el invierno en altitudes más bajas.